# Aleksander Ivanovič Markov
Aleksander Ivanovič Markov (rusko Александр Иванович Марков), ruski general, * 1781, † 1844.
Bil je eden izmed pomembnejših generalov, ki so se borili med Napoleonovo invazijo na Rusijo; posledično je bil njegov portret dodan v Vojaško galerijo Zimskega dvorca.

## Življenje
4. februarja 1800 je končal šolanje na Artilerijski in inženirski vojaški šoli poljskega plemstva in bil dodeljen 2. artilerijskemu polku, s katerim se je udeležil vojne tretje in četrte koalicije. 
Leta 1812 je postal poveljnik konjeniške artilerije 1. samostojne artilerijske brigade. 27. septembra 1813 je bil povišan v polkovnika in 30. avgusta 1814 še v generalmajorja. 
6. aprila 1817 je postal poveljnik artilerije 1. pehotnega korpusa. Leta 1826 je bil odstranjen iz položaja in postavljen pred sodišče zaradi zlorab podrejenih in nedovoljenega obnašanja. Obsojen je bil na nečastno izključitev iz vojaške službe (brez uniforme in brez pokojnine).